# Carlito's Way
Carlito's Way (conocida en Hispanoamérica con su título original, como Caracortada 2: Atrapado por su pasado en Perú y Atrapado por su pasado en España) es una película de crimen de 1993 dirigida por Brian De Palma. El guion fue escrito por David Koepp, basado en las novelas del juez y escritor Edwin Torres, Carlito's Way (1975) y After Hours (1979). El filme está protagonizada por Al Pacino, Sean Penn y Penelope Ann Miller, con actuaciones de Luis Guzmán, John Leguizamo, Jorge Porcel, Joseph Siravo y Viggo Mortensen.
La película está protagonizada por Al Pacino como Carlito Brigante, un narcotraficante que después de ir a prisión decide alejarse del crimen. Sin embargo, resulta difícil escapar de su pasado criminal y, sin darse cuenta, termina siendo arrastrado a las mismas actividades que lo encarcelaron en un principio. La película se basa principalmente en After Hours, pero utilizó el título de la primera novela para evitar que se confundiera con la película homónima de Martin Scorsese de 1985. Esta es la segunda colaboración cinematográfica entre Pacino y De Palma, después de Scarface de 1983.
Carlito's Way recibió una respuesta positiva de la crítica, con un resultado tibio en la taquilla, pero posteriormente se convirtió en una película de culto. Tanto Penn como Miller recibieron nominaciones a los Premios Globo de Oro por sus actuaciones. Una precuela titulada Carlito's Way: Rise to Power, basada en la primera novela, se lanzó directamente en video en 2005.

## Argumento
En 1975 en Nueva York, después de haber cumplido cinco años de una sentencia de prisión de treinta años, el criminal de carrera Carlito Brigante es liberado gracias a un tecnicismo legal explotado por su amigo cercano y abogado, Dave Kleinfeld. 
Carlito promete poner fin a sus actividades ilícitas, pero su joven primo Guajiro lo convence de que lo acompañe a un negocio de drogas en un bar. Los proveedores de Guajiro lo traicionan y lo matan, lo que obliga a Carlito a involucrarse en el tiroteo. Carlito logra escapar con los 30 mil dólares de Guajiro del trato fallido y los usa para invertir en una discoteca, propiedad de un adicto al juego llamado Saso, que tiene deudas de juego, con la intención de ahorrar rápidamente unos 75 mil dólares y retirarse en el Caribe.
Como copropietario de un club nocturno, Carlito rechaza varias ofertas de negocios con un joven gánster del Bronx llamado Benny Blanco. Carlito también reaviva su romance con su exnovia Gail, una bailarina de ballet que trabaja como desnudista en un bar cercano. Una noche en el bar, Kleinfeld y Benny Blanco se interesan por la misma mujer, Steffie, una camarera en el club. 
La frustración de Benny con los constantes rechazos de Carlito para hacer negocios juntos estalla, y se enfrenta a Carlito en el bar, Carlito humilla públicamente a Benny, quien reacciona diciendo que es dueño de la camarera Steffie. cuando estaba saliendo con su amigo abogado Kleinfeld. Impulsado por su consumo excesivo del alcohol y cocaína, Kleinfeld saca descaradamente un arma y amenaza con matar a Benny en el bar, pero Carlito interviene, expulsa a Benny Blanco del bar por la puerta de atrás, rodando este por las escaleras, lo golpean y dejan tirado en el piso con serias lesiones. A pesar de haber sido amenazado personalmente por el propio Benny Blanco, Carlito lo ignora y deja ir vivo, una decisión que decepciona al guardaespaldas de Carlito, Pachanga, quien sospecha que provocará problemas en el futuro y él insiste en matarlo para evitar una venganza.
Kleinfeld, quien se presume robó un millón de dólares de uno de sus clientes, el jefe de la mafia Anthony Taglialucci, es obligado a proporcionar su yate para ayudar a Taglialucci a escapar de la prisión de la Isla Rikers. Kleinfeld la pide ayuda a Carlito, y Carlito acepta de mala gana ayudarlo con esto. Esa noche, Carlito, Kleinfeld y el hijo de Taglialucci, Frankie, navegan hacia una boya flotante frente a la cárcel donde espera Taglialucci. 
Mientras suben a Taglialucci a bordo, el plan e sun éxito, pero entonces Kleinfeld lo mata a él y a su hijo Frankie, y arroja los cuerpos al río Este, justificando que lo habrían matado de todos modos al escapar de la cárcel, y luego admite haber robado el dinero de Taglialucci. Sabiendo que las represalias de la mafia son inminentes, Carlito inmediatamente corta sus lazos con Kleinfeld y decide irse de la ciudad con Gail. Al día siguiente, Kleinfeld sobrevive a un intento de asesinato en represalia por la muerte de los Taglialucci en su oficina y es llevado al hospital, levemente herido de bala pero ahorasu vida está en peligro porque la mafia italiana lo persigue para matarlo y vengar la muerte del jefe de la mafia.
La policía detiene a Carlito y lo lleva a la oficina del fiscal de distrito Bill Norwalk, donde se reproduce una cinta de Kleinfeld ofreciéndose a testificar sobre acusaciones criminales falsas contra Carlito. En un intento de presionarlo para que traicione a Kleinfeld, Norwalk le informa saber que Carlito es cómplice de los asesinatos de Taglialucci, pero Carlito se niega. 
En el hospital, Carlito visita a Kleinfeld para despedirse de él, quien confiesa haberlo traicionado y facilitar su captura, para llevarlo nuevamente a prisión. Habiendo notado a un hombre sospechoso vestido con un uniforme de policía esperando en el vestíbulo, Carlito descarga en secreto el revólver de Kleinfeld, se lo deja para su protección personal y se va. El hombre es el otro hijo de Taglialucci, Vinnie, que busca venganza por la muerte de su hermano y padre en el rescate en el río. Después de reemplazar al oficial que ya vigilaba a Kleinfeld, Vinnie entra en la habitación de Kleinfeld y lo mata a tiros.
Carlito compra boletos de tren hacia Miami para él y Gail, ahora embarazada. Cuando pasa por su club para obtener el dinero escondido en la bóveda, Carlito se encuentra con un grupo de gánsteres de East Harlem, liderados por Vinnie, la mafia italiana quieren hablar con él para investigar quién más ha participado en el asesinato en el río. Los mafiosos descubren que Carlito miente al preguntar cuándo fue la última vez que vio a su abogado Kleinfeld. Entonces planean matar a Carlito, pero este logra escabullirse por una salida secreta bajo la barra en el bar. Lo persiguen por todo el sistema de Metro de la ciudad hasta Grand Central Terminal, donde se involucran en un tiroteo. 
Carlito mata a todos sus perseguidores de la banda excepto al líder Vinnie, a quien la policía dispara y mata en el enfrentamiento en la estación del Metro. Mientras Carlito corre para tomar el tren donde lo esperan Gail y Pachanga, entonces parece Benny Blanco, lo embosca en la puerta del tren, ya que lo estaba siguiendo desde hace tiempo para vengarse por el maltrato en el bar, y le dispara fatalmente varias veces con un arma equipada con silenciador. 
Pachanga le admite a Carlito que ahora está trabajando para Benny Blanco, como informante y para ganar dinero, pero Benny Blanco también le dispara. Carlito le entrega todo el dinero ganado a Gail y le dice que escape con su hijo por nacer, y comience una nueva vida. Carlito es llevado en una camilla al hospital. Mientras muere, Carlito mira fijamente un cartel con una playa caribeña y la imagen de una mujer. Luego, la valla publicitaria cobra vida en su mente y la mujer, ahora Gail, comienza a bailar. Al final de esa escena mientras la mujer sigue bailando, aparece el pequeño hijo de Carlitos «mejorado», como él dijo alguna vez...

## Reparto
- Al Pacino - Carlito Brigante (llamado «Charlie» por Gail). Pacino protagonizó Carlito's Way tras su papel ganador del Óscar en Scent of a Woman.[2] Para meterse en el personaje, acompañó a Torres por Harlem del Este para absorber la estética y la atmósfera del lugar.[3] Pacino primero imaginó a Carlito con una cola de caballo, pero, después de visitar Harlem, rápidamente se dio cuenta de que ese peinado era poco común entre los hombres locales. La barba fue idea de Pacino. El abrigo de cuero negro encajaba en la ambientación de época.[4]
- Sean Penn - David Kleinfeld. Para el papel del abogado y mejor amigo de Carlito, Penn se vio tentado a volver de su retiro anticipado por el desafío de interpretar al abogado corrupto. Aceptar el papel significaba que podía financiar su película The Crossing Guard y trabajar con Pacino.[5] De Palma y Penn se sentaron y discutieron acerca de cómo eran los abogados de la mafia de los años 1970. Penn se afeitó el cabello en la parte delantera de la frente para dar la apariencia de pérdida de cabello e hizo una permanente en el resto.[6] Alan Dershowitz, creyendo que Penn estaba tratando de parecerse a él, amenazó a los cineastas con una demanda por difamación.[7]
- Penelope Ann Miller - Gail. En ese momento, Miller tenía veintinueve años frente a los cincuenta y tres de Pacino. Elegir a Gail resultó difícil debido a las escenas de estriptis del personaje. El personaje necesitaba a alguien que tuviese talento tanto en el baile como en la actuación.[6]
- John Leguizamo - Benny Blanco. Leguizamo completó el elenco principal como «Benny Blanco del Bronx», un gánster prometedor que está decidido a superar la reputación de Carlito, pero que carece de sentido ético.[8]
- Luis Guzmán - Pachanga, el guardaespaldas y mano derecha de Carlito. En el primer borrador del guion de Koepp, Pachanga hablaba en un estilo de jerga muy fuerte. Después de las sugerencias del elenco y el equipo hispano, Koepp atenuó esto.[9]
- Jorge Porcel - Reinaldo «Ron» Saso
- Ingrid Rogers - Steffie
- James Rebhorn - Fiscal Bill Norwalk
- Joseph Siravo - Vincent «Vinnie» Taglialucci
- Frank Minucci - Anthony «Tony T» Taglialucci
- Adrian Pasdar - Frank Taglialucci
- Viggo Mortensen - Lalin Miasso
- John Ortiz - Guajiro
- Jaime Sánchez - Rudy
- Richard Foronjy - Pete Amadesso
- Frank Ferrara - Sonny Manzanero
- Edmonte Salvato - Joe Battaglia
- Rick Aviles - Quisqueya
- Ángel Salazar - Walberto
- John Finn - Detective Duncan
- Jaime Sánchez - Rudy

## Producción
Pacino escuchó por primera vez sobre el personaje de Carlito Brigante en un gimnasio de la YMCA en la ciudad de Nueva York en 1973. Pacino estaba haciendo ejercicio para su película Serpico cuando conoció al juez de la corte suprema del estado de Nueva York Edwin Torres (que estaba escribiendo las novelas Carlito's Way y After Hours). Una vez que las novelas estuvieron completas, Pacino las leyó y se interesó por ellas, especialmente por el personaje de Carlito. La inspiración para las novelas provino de los antecedentes de Torres: el barrio de East Harlem donde nació y su atmósfera de pandillas, drogas y pobreza. En 1989, Pacino enfrentó una demanda de seis millones de dólares del productor Elliott Kastner. Kastner afirmó que Pacino se había retractado de un acuerdo para protagonizar su versión de una película de Carlito con Marlon Brando como el abogado criminalista David Kleinfeld. Posteriormente, la demanda se retiró y el proyecto se abandonó.
Pacino acudió al productor Martin Bregman con la intención de hacer una película sobre Carlito Brigante y le mostró un primer borrador de un guion, que Bregman rechazó. Tanto Bregman como Pacino acordaron que el personaje de Brigante proporcionaría un escaparate adecuado para el talento del actor. Bregman se contactó entonces con el guionista David Koepp, que acababa de terminar de escribir el guion de la próxima película de Bregman, La sombra, y le pidió que escribiera el guion de Carlito's Way. Se tomó la decisión de que el guion se basaría en la segunda novela, After Hours. Carlito en esta etapa coincidiría más con la edad de Pacino. Aunque se basó principalmente en la segunda novela, el título Carlito's Way permaneció, principalmente debido a la existencia de la película After Hours de Martin Scorsese. Bregman trabajó junto a Koepp durante dos años para desarrollar el guion técnico de Carlito's Way.
Koepp luchó con la voz en off durante todo el proceso de escritura. Inicialmente, la voz en off iba a tener lugar en el hospital, pero De Palma sugirió el andén de la estación de tren. Las escenas del hospital se escribieron de 25 a 30 veces porque los actores tenían problemas con la secuencia y Pacino incluso pensó que Carlito no iría al hospital. Con una reescritura final, Koepp logró que la escena convenciera a Pacino. En las novelas, Kleinfeld no muere, pero De Palma mostró un gran sentido de la justicia y la retribución, asegurando que no podía hacer que mataran a Carlito y dejar vivo a Kleinfeld.
En un momento, el director de The Long Good Friday, John Mackenzie, estuvo ligado a la película. Cuando se obtuvieron los derechos de Carlito's Way y su secuela After Hours, Martin Bregman tenía en mente a Abel Ferrara. Sin embargo, cuando Bregman y Ferrara tomaron caminos separados, se incorporó a De Palma. Bregman explicó que esta decisión no se trataba de «volver a unir al antiguo equipo», sino de hacer uso del mejor talento disponible. De Palma, a regañadientes, leyó el guion y, tan pronto como aparecían los personajes de habla hispana, temía repetir Scarface. Dijo que no quería hacer otra película de gánsteres en español. Cuando De Palma finalmente lo leyó por completo, se dio cuenta de que la historia no era lo que pensó en un principio. A De Palma le gustó el guion y lo imaginó como una película de cine negro. Bregman supervisó el casting a lo largo de las distintas etapas de preproducción y seleccionó cuidadosamente al equipo creativo que haría realidad la película, que incluyó al diseñador de producción Richard Sylbert, al editor Bill Pankow, a la diseñadora de vestuario Aude Bronson-Howard y al director de fotografía Stephen Burum.
Inicialmente, la filmación comenzó el 22 de marzo de 1993, aunque el primer rodaje programado, el clímax de Grand Central Station, tuvo que cambiarse cuando Pacino apareció con muletas. En cambio, la secuencia del salón de billar que genera tensión, donde Carlito acompaña a su joven primo Guajiro en un desafortunado negocio de drogas, inició la producción. Debido a que la película se basaba en gran medida en los personajes y presentaba poca acción, la primera secuencia de la piscina tenía que ser elaborada y ambientada correctamente. Se dedicó una gran cantidad de tiempo a diseñarla y filmarla. Después de que el estudio de filmación vio un corte de la secuencia de la sala de billar, se pasó una nota al equipo que decía que sentían que la escena era demasiado larga. De Palma dedicó más tiempo a agregar elementos a la secuencia y, con la ayuda del editor Bill Pankow, logró que funcionara. Los productores respondieron diciendo «mucho mejor más corto».
A excepción de la secuencia del póster, que se filmó en Florida, toda la película se filmó en locaciones de Nueva York. De Palma recorrió Manhattan en busca de ubicaciones visuales adecuadas. Una vivienda en la calle 115 se convirtió en el lugar del regreso a casa de Carlito: la escena del barrio. La sala del tribunal, en la que Carlito agradece al fiscal, se filmó en el lugar de trabajo del juez Torres, el edificio de la Corte Suprema del Estado en el número 60 de Center Street. El Club Paradise estaba inicialmente en una casa de piedra rojiza del West Side como modelo para las premisas posprandiales del libro, pero se consideró demasiado estrecho para filmar. Un club bistró de varios niveles diseñado por De Palma tomó forma en Kaufman-Astoria Studios en Long Island City, al estilo de la discoteca art déco de los años 1970.
La fuga de Tony Taglialucci de la isla Rikers, un rodaje nocturno en medio del río, se consideró imposible. En cambio, la producción utilizó un astillero de Brooklyn donde se bajó el bote de Kleinfeld a una «esclusa» vacía en la que se bombeó agua del río. Para imitar el frío y neblinoso ambiente nocturno instalaron máquinas de humo y torres de luces espaciales.
Para el final, De Palma organizó una persecución desde el andén de la estación Harlem-Calle 125 hasta las escaleras mecánicas de Grand Central Terminal. Para el rodaje, los trenes se desviaron y cronometraron para que Pacino y sus perseguidores pudieran correr de un vehículo a otro. La duración de la escena de la escalera mecánica durante el tiroteo culminante en Grand Central Station dificultó al editor Pankow. Tuvo que editar las secuencias para que el público estuviera tan involucrado en la acción que no pensaran en cuánto tiempo tardarían los personajes en bajar la escalera.

## Música
Patrick Doyle compuso la partitura original para la película, mientras que el supervisor musical John «Jellybean» Benitez complementó la banda sonora con elementos de salsa, merengue y otros géneros musicales latinos.

### Banda sonora original
| N.º | Título                   | Duración |  |
| 1.  | «Carlito's Way»          | 05:17    |  |
| 2.  | «Carlito And Gail»       | 04:05    |  |
| 3.  | «The Cafe»               | 01:59    |  |
| 4.  | «Laline»                 | 02:36    |  |
| 5.  | «You're Over, Man»       | 02:09    |  |
| 6.  | «Where's My Cheesecake?» | 02:12    |  |
| 7.  | «The Buoy»               | 04:04    |  |
| 8.  | «The Elevator»           | 01:45    |  |
| 9.  | «There's An Angle Here»  | 02:18    |  |
| 10. | «Grand Central»          | 10:08    |  |
| 11. | «Remember Me»            | 04:52    |  |

### Banda sonora
| N.º | Título                             | Artista                  | Duración |  |
| 1.  | «I Love Music»                     | Rozalla                  |          |  |
| 2.  | «Rock the Boat»                    | The Hues Corporation     |          |  |
| 3.  | «That's the Way (I Like It)»       | KC and the Sunshine Band |          |  |
| 4.  | «Rock Your Baby»                   | Ed Terry                 |          |  |
| 5.  | «Parece mentira»                   | Marc Anthony             |          |  |
| 6.  | «Back Stabbers»                    | The O'Jays               |          |  |
| 7.  | «TSOP (The Sound of Philadelphia)» | MFSB                     |          |  |
| 8.  | «Got to be Real»                   | Cheryl Lynn              |          |  |
| 9.  | «Lady Marmalade»                   | Labelle                  |          |  |
| 10. | «Pillow Talk»                      | Sinoa                    |          |  |
| 11. | «El Watusi»                        | Ray Barretto             |          |  |
| 12. | «Oye cómo va»                      | Santana                  |          |  |
| 13. | «You Are So Beautiful»             | Billy Preston            |          |  |

## Recepción
Carlito's Way se terminó de filmar el 20 de julio de 1993 y se estrenó el 3 de noviembre de 1993. La respuesta de la crítica al estreno en cines fue algo tibia. La película fue criticada por volver a temáticas ya conocidas, principalmente por Scarface y The Untouchables, del propio De Palma. Roger Ebert declaró en su reseña que la película es una de las mejores de De Palma con algunas de las mejores escenas que ha hecho. Patrick Doyle fue elogiado por su composición de la banda sonora de la película, que se describió como «elegiaca» y «inquietantemente hermosa», que «muestra a Doyle como uno de los principales talentos de la música cinematográfica moderna». Peter Travers de la revista Rolling Stone criticó la película por el acento puertorriqueño de Pacino que se aproximaba hacia su «acento sureño de Scent of a Woman», «el ritmo errático de De Palma y los tiroteos derivados» y «lo que podría haber sido si Carlito's Way hubiera ido por un nuevo camino y no se hubiera hundido a la sombra de Scarface».
En el programa Siskel & Ebert, Ebert le dio el visto bueno a la película mientras que Gene Siskel uno malo. Owen Gleiberman de Entertainment Weekly describió la película como «un thriller urbano de los bajos fondos competente pero poco sorprendente» y afirmó que es «buen entretenimiento», pero continuó diciendo que la trama habría funcionado mejor «como un simple episodio de Miami Vice». La película tiene un índice de aprobación del 82 % en el sitio web especializado Rotten Tomatoes según 49 reseñas, con un promedio ponderado de 7,1/10. El consenso del sitio afirma: «Carlito's Way reúne a De Palma y Pacino para una versión más melancólica de la epopeya criminal, ofreciendo un thriller elegante con un corazón palpitante debajo de sus actuaciones y escenarios pirotécnicos».
Bregman se sorprendió por algunas de las críticas negativas, pero afirmó que algunos de los mismos críticos desde entonces se han «retractado» de sus puntos de vista en análisis posteriores de la película. Unas semanas antes del estreno del filme, De Palma le dijo al equipo que no se hicieran ilusiones sobre la recepción de la película. Predijo que Pacino, que acababa de ganar un Óscar, sería criticado; Koepp, que acababa de hacer Jurassic Park, «apestaría»; Penn sería «brillante» porque no había hecho nada durante un tiempo; y él mismo, al no haber sido perdonado por La hoguera de las vanidades, no sería del todo aceptado.
Carlito's Way recaudó más de nueve millones de dólares en la taquilla en su primer fin de semana en cartel. Al final de su presentación en cines, la película había recaudado más de 37 millones de dólares a nivel nacional. Sean Penn y Penelope Ann Miller recibieron nominaciones al Globo de Oro por sus respectivos papeles como Kleinfeld y Gail. La valoración de la cinta creció con el paso de los años y la publicación francesa Cahiers du Cinéma la nombró como una de las tres mejores películas de la década de 1990, junto con Los puentes de Madison y Goodbye South, Goodbye. En 2013, Jeremy Wheeler de la revista Esquire afirmó que «Carlito's Way sobrevivió a la respuesta inicial de la crítica y no ha hecho más que ganar admiración con el paso de los años» y que «es la película de gángsters más infravalorada». El crítico opinó que la falta de popularidad de esta cinta se debe en parte a su comparación con Scarface: «Carlito's Way siempre será el hermano menor del rey del cine de gángsters cocainómanos».

### Premios y nominaciones
| Premio                    | Categoría               | Candidato           | Resultato |
| ------------------------- | ----------------------- | ------------------- | --------- |
| Premio CFCA               | Mejor actor de reparto  | Sean Penn           | Candidato |
| Premio David di Donatello | Mejor actor extranjero  | Al Pacino           | Candidato |
| Premios Globo de Oro      | Mejor actriz de reparto | Penelope Ann Miller | Candidata |
| Premios Globo de Oro      | Mejor actor de reparto  | Sean Penn           | Candidato |
| Nastro d'argento          | Mejor doblador          | Giancarlo Giannini  | Ganador   |

## Formato casero
La película se estrenó en VHS y en LaserDisc en versiones estándar y de pantalla ancha. Más tarde fue lanzada en DVD en 2004, seguida de una Ultimate Edition en 2005. El DVD Ultimate Edition incluye escenas eliminadas, una entrevista con De Palma, un documental sobre cómo se hizo la cinta y más. En 2007, se lanzó una versión HD DVD, que presenta el mismo material extra que la Ultimate Edition. La película se lanzó en Blu-ray el 18 de mayo de 2010.

## Precuela
Una precuela basada en la primera novela de Edwin Torres, Carlito's Way, se filmó y se lanzó directamente en video en el año 2005, bajo el título de Carlito's Way: Rise to Power. Aunque la película fue muy criticada, Torres consideró que se interpretó muy bien lo que él había escrito en su libro.